# La Roca Alta (Bóixols)
La Roca Alta és una muntanya de 1.403,9 metres d'altitud del terme municipal d'Abella de la Conca, al Pallars Jussà, en territori del poble de Bóixols.
Es troba al sud-est de Bóixols, al davant seu a l'altre costat de la vall del riu de Pujals. És a l'extrem sud-occidental de les Roques de les Canals del Grau, al sud-est de l'Obac del Pi Gros i al nord-est de lo Picalt.

## Etimologia
Com en molts altres topònims de muntanya, es tracta d'un topònim romànic descriptiu: és una roca que, pel fet de contrastar amb el seu entorn, és anomenada alta.